# Шкодунівка
Шкодунівка —  селище в Україні, у Золотоніському районі Черкаської області. Входить до складу Гельмязівської сільської громади. 
Селище розташоване за 3 км від Богданів і впритул підходить до земель Київської області (Бориспільський район). На 2007 рік в селі було 20 дворів і 36 мешканців. 

## Історія
Хутір є на мапі 1869 року як Шкуданівка.
Згадка про Шкодунівку зустрічається  в переписі людності Золотоніського повіту 1885 року. Тоді хутір мав 54 двори (48 козацьких, 5 селян-власників та 1 міщанський) і 330 мешканців.
Хутір Шкодунівка був приписаний до Вознесенської церкви у Богданах.
У 1911 році на хуторі Шкодунівка жило 452 людини (226 чоловічої та 226 жиночої статі).